# Fritz Bleyl

Póster de Fritz Bleyl para promover el show Die Brücke en 1906. Fue prohibido por la policía.

Hilmar Friedrich Wilhelm Bleyl, conocido como Fritz Bleyl, (Zwickau, Alemania, 8 de octubre de 1880 - Bad Iburg, 19 de agosto de 1966) fue un arquitecto, y artista alemán de la escuela expresionista, y uno de los cuatro fundadores del grupo artístico Die Brücke («El puente»). Hizo diseño gráfico para el grupo, incluido, para la primera exposición, un póster que fue prohibido por la Policía. Abandonó el grupo después de solo dos años, cuando se casó, para cuidar a su familia, y no hizo exposiciones públicas con posterioridad.

## Vida y obra
Fritz Bleyl nació en Zwickau y creció en la región de Erzgebirge. En 1901 empezó a estudiar arquitectura en la Königliche Technische Hochschule (Universidad técnica) de Dresde, como deseaban sus padres; sin embargo, su deseo personal era convertirse en pintor. La institución le proporcionó un amplio conjunto de estudios además de la arquitectura, como el dibujo a mano alzada, y el estudio histórico del arte.
Bleyl se hizo muy amigo de su compañero estudiante, Ernst Ludwig Kirchner, a quien conoció el primer trimestre. Discutían de arte y también estudiaban la naturaleza, teniendo un punto de vista radical en común.
En 1905, Bleyl junto con Kirchner, y otros dos estudiantes de arquitectura, Karl Schmidt-Rottluff y Erich Heckel, fundaron el grupo artístico Die Brücke («El puente»). El grupo pretendía evitar el estilo académico tradicional que prevalecía y encontró un nuevo modo de expresión artística, que formaría un puente (de ahí el nombre) entre el pasado y el presente. Respondían tanto a artistas del pasado como Alberto Durero, Matthias Grünewald y Lucas Cranach el Viejo, lo mismo que a movimientos de vanguardia internacional contemporánea. Su grupo fue uno de los seminales, que con el debido tiempo tuvieron un gran impacto en la evolución del arte moderno del siglo XX y creó el estilo del expresionismo. En esta época, Bleyl fue un miembro entusiasta del grupo. Se reunían inicialmente en el primer estudio de Kirchner, que previamente había sido una carnicería. Bleyl lo describió así:
aquel de un auténtico bohemio, lleno de cuadros por todos los lados, dibujos, libros y materiales de artista— más parecido a los alojamientos románticos de un artista que la casa de un estudiante de arquitectura bien organizado.
El estudio de Kirchner coincidía con la descripción de Bleyl, convirtiéndose en un local que despreciaba las convenciones sociales para permitir el sexo causal y la frecuente desnudez. Sesiones de grupo de pintura al natural se celebraban usando modelos del círculo social, más que profesionales, y eligiendo poses de un cuarto de hora para fomentar la espontaneidad. Bleyl describió a una de tales modelos, Isabella, una chica de quince años del vecindario, como «muy vivaz, bellamente constituida, jovial individuo, sin ninguna deformación causada por la estúpida moda del corsé y completamente adecuada para nuestras demandas artísticas, especialmente en la condición floreciente de sus juveniles brotes.»
El grupo compuso un manifiesto, en su mayor parte, obra de Kirchner, que fue grabado en madera e imponía «una nueva generación que quiere libertad en nuestra obra y en nuestras vidas, independiente de las fuerzas establecidas, más viejas».
Como parte de la afirmación de su herencia nacional, revivieron medios antiguos, particularmente la xilografía. Bleyl se especializó en el diseño gráfico y creó varios pósteres significativos y entradas que presentaban el grupo al público en general.
En septiembre y octubre de 1906, se celebró la primera exposición del grupo, centrada en el desnudo femenino, en la sala de exposiciones de K.F.M. Seifert y compañía, en Dresde. A partir de estudios del natural, Bleyl creó un póster en litografía para la muestra, impreso en tinta naranja sobre papel blanco. Tiene una estrecha, formato de retrato, más próxima a las xilografías japonesas que a las láminas contemporáneas convencionales, y fue un distintivo contraste con el póster diseñado por Otto Gussmann para la III Exposición Alemana de Artes Aplicadas, que se había inaugurado cuatro meses antesen Dresde. Bleyl omite iconografía tal como una corona, una lámpara y un vestuario flotante, para mostrar un desnudo franco de la modelo Isabella a tamaño natural sobre las letras. Los censores de la policía prohibieron la muestra del póster en virtud del parágrafo 184, del Código Penal nacional, cláusula sobre pornografía, después de percibir vello púbico en la sombra por debajo del estómago.
En 1905, Bleyl acabó sus estudios universitarios y, al año siguiente, empezó a enseñar en la Bauschule (escuela de arquitectura) en Freiberg, Sajonia. Eligió un estilo de vida burgués, casándose en 1907 y, preocupado por sostener a su familia, abandonó el grupo. Fue reemplazado por Max Pechstein y Otto Mueller.
En 1916, completó su disertación, y viajó a Italia y a través de los Alpes. Durante el resto de su vida, siguió enseñando y trabajando como arquitecto. También siguió con su obra gráfica, pero se mantuvo lejos del escrutinio público y no celebró exposiciones. Residió en Rostock, Neukölln en Berlín, y Brandemburgo.

## Exposiciones
Fritz Bleyl expuso en las siguientes muestras de Die Brücke. Die Brücke organizó exposiciones itinerantes, donde la misma obra se expondría de nuevo en un local diferente.
- I Print Collection, Kunsthalle Beyer & Sohn gallery, Liepzig, noviembre de 1905
- Julio de 1906, August Dörbant Art Salon, Braunschweig
- I Print Collection 1906–1907, Georg Hulbe Kunstgewerbehaus, Hamburgo, septiembre de 1906
- Seifert Lamp Factory, Dresden-Löbtau, 24 de septiembre – finales de octubre de 1906
- I Print Collection 1906–1907, Katharinenhof gallery, Fráncfort del Meno, noviembre de 1906
- II Print Collection 1906–19076, Städtische Vorbildersammlung, Chemnitz, diciembre de 1906
- Seifert Lamp Factory, Dresden-Löbtau, 3 de diciembre – finales de enero de 1907
- I Print Collection 1906–1907, Friedrich Cohen Art Salon, Bonn, febrero de 1907
- II Print Collection 1906–1907, Zwickau Kunstverein, Zwickau, enero – febrero de 1907
- I Print Collection 1906–1907, Wilhelm Werner Art Salon, Göttingen, marzo – abril de 1907
- II Print Collection 1906–1907, Otto Fischer Art Salon, Bielefeld, marzo de 1905
- II Print Collection 1906–1907, Düsseldorf Städtische Kunsthalle, Düsseldorf, abril de 1907
- I Print Collection 1906–1907, Leopold-Hoesch-Museum, Düren, junio de 1907
- II Print Collection 1906–1907, Heidelberg Kunstverein, Heidelberg, junio de 1907
- II Painting and Print Exhibition, Flensburg Gewerbemuseum, Flensburg, junio de 1907
- II Print Collection 1906–1907, Würrtemberg Kunstverein, Stuttgart, julio de 1907
- I Print Collection 1906–1907, Pfälzischer Kunstverein, Speyer, agosto de 1907
- II Painting and Print Exhibition, Clematis Art Salon, Hamburgo, julio – agosto de 1907
- II Painting and Print Exhibition, Emil Richter Art Salon, Dresde, septiembre de 1907
- I Print Collection 1906–1907, XV Kunstverein Exhibition, Rosenheim, octubre de 1907
- II Painting and Print Exhibition, Kaiser Wilhelm Museum, Magdeburgo, octubre de 1907